# Dan D (vojni termin)
U vojsci, dan D (eng. D-Day) dan je na koji treba započeti borbeni napad ili operacija. Najpoznatiji dan D je onaj tijekom Drugoga svjetskog rata, 6. lipnja 1944. – dan iskrcavanja u Normandiji – kojim su započeti napori zapadnih Saveznika da oslobode zapadnu Europu od nacističke Njemačke. Međutim, mnoge druge invazije i operacije imale su određen dan D, i prije i nakon iskrcavanja u Normandiji. Dan D za savezničku Invaziju na Normandiju prvotno je bio određen za 5. lipnja 1944. godine. Međutim, meteorolozi su prognozirali loše vrijeme, što je Dwighta D. Eisenhowera, generala Oružanih snaga SAD-a, natjeralo da odgodi invaziju za 6. lipnja.
Izrazi dan D i sat H (eng. H-Hour) koriste se za dan i sat u kojemu treba započeti borbeni napad ili operaciju. Oni određuju dan i sat operacije kada dan i sat još nisu određeni ili kada je ključna tajnost. Slova su izvedena iz riječi koje predstavljaju: »D« za dan invazije i »H« za sat kada operacije zapravo počinju. Postoji samo jedan dan D i jedan sat H za sve jedinice koje sudjeluju u određenoj operaciji. Nepotrebno je navoditi da je sat H na dan D. Kada se koriste u kombinaciji s brojkama i znakovima plus ili minus, ovi izrazi označavaju duljinu vremena prije ili nakon određene radnje. Dakle, »H–3« znači ‘3 sata prije sata H’, a »D+3« znači ‘3 dana nakon dana D’. »H+75 min« znači ‘1 h i 15 min nakon sata H’.
Planski dokumenti za operacije velikih razmjera izrađuju se u detalje mnogo prije nego što se odrede određeni datumi. Stoga se izdaju naredbe za različite korake koje treba izvršiti na dan D ili sat H minus ili plus određeni broj dana, sati ili minuta. U odgovarajuće vrijeme izdaje se naknadni nalog koji navodi stvarni dan i vrijeme.
Ostali dani – kao što su dan A (eng. A-Day) (Bitka za Leyte), i dan L (eng. L-Day) (Bitka za Okinawu) i dr. – imaju različita značenja za vojsku.
Slično danu D, koristio se (u predloženomu savezničkom planu za invaziju na Japansko otočje, kodnoga naziva Operacija Propast) i dan X (eng. X-day).
Slovo »D« u »dan D« u prošlosti je imalo različita značenja, dok je u novije vrijeme dobilo konotaciju samog dana, stvarajući tako frazu »dan dan« ili »dan nad danima«.

## Povijest
Najranija upotreba izraza »dan D« (bilo koje vojske) koju su Centar vojne povijesti Oružanih snaga SAD-a i Oxfordski rječnik engleskoga jezika uspjeli pronaći bila je tijekom Prvoga svjetskog rata. Prva zabilježena uporaba bila je u Zapovijedi br. 9 Prve armije Američkih ekspedicijskih snaga, s datumom 7. rujna 1918. godine: »Prva armija napast će u sat H na dan D s ciljem prisiljavanja na evakuaciju s isturenoga polažaja St. Mihiel.«